# Augustus Pablo
Augustus Pablo, vlastním jménem Horace Swaby, (21. června 1953 – 18. května 1999) byl jamajský reggae hudebník, hráč na klávesové nástroje, převážně melodiku, a hudební producent.
Již jako teenager se stal rastafariánem a hudbě se profesionálně začal věnovat již koncem šedesátých let. Svůj první samostatný singl „Iggy Iggy“ vydal v roce 1971, prvního většího úspěchu dostáhl se singlem „Java“ (1972). Později provozoval několik vydavatelství a produkoval nahrávky různých zpěváků (Dillinger, Jacob Miller), nadále vydával vlastní tvorbu. V roce 1997 hrál na melodiku v písni „Star“ skotské kapely Primal Scream. Zemřel na myasthenii gravis v Kingstonu ve věku 46 let.